# La pattuglia delle giubbe rosse
La pattuglia delle giubbe rosse (Fort Vengeance) è un film del 1953 diretto da Lesley Selander.
È un film western statunitense con James Craig, Rita Moreno e Keith Larsen.

## Produzione
Il film, diretto da Lesley Selander su una sceneggiatura di Daniel B. Ullman, fu prodotto da Walter Wanger per la Allied Artists Pictures e girato nel ranch di Corriganville a Simi Valley, California, dal 10 agosto 1952. Il titolo di lavorazione fu  The Royal Mounted Police.

## Distribuzione
Il film fu distribuito con il titolo Fort Vengeance negli Stati Uniti dal 29 marzo 1953 (première a Los Angeles il 26 marzo) al cinema dalla Allied Artists Pictures.
Altre distribuzioni:
- in Germania Ovest il 16 ottobre 1953 (Fort der Rache)
- in Finlandia il 26 marzo 1954 (Punaisen Sulan kosto)
- in Austria nel luglio del 1954 (Fort der Rache)
- in Svezia il 15 aprile 1957 (Attack till döds)
- in Spagna (Fort Venganza)
- in Grecia (I ekdikisis tou aetou)
- in Italia (La pattuglia delle giubbe rosse)
- in Francia (Les tuniques rouges)

## Promozione
La tagline è: "Terror Outpost Of The Canadian Wilderness... where the Northwest Mounted's scarlet troopers faced the kill-mad hordes of Sitting Bull!".